# Cyartonema siphonolaimoides
Cyartonema siphonolaimoides is een rondwormensoort uit de familie van de Aegialoalaimidae. De wetenschappelijke naam van de soort is voor het eerst geldig gepubliceerd in 1956 door Wieser.